# Louis Bourdaloue

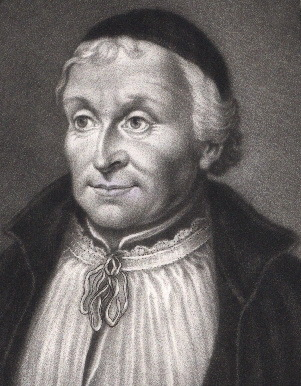
Louis Bourdaloue

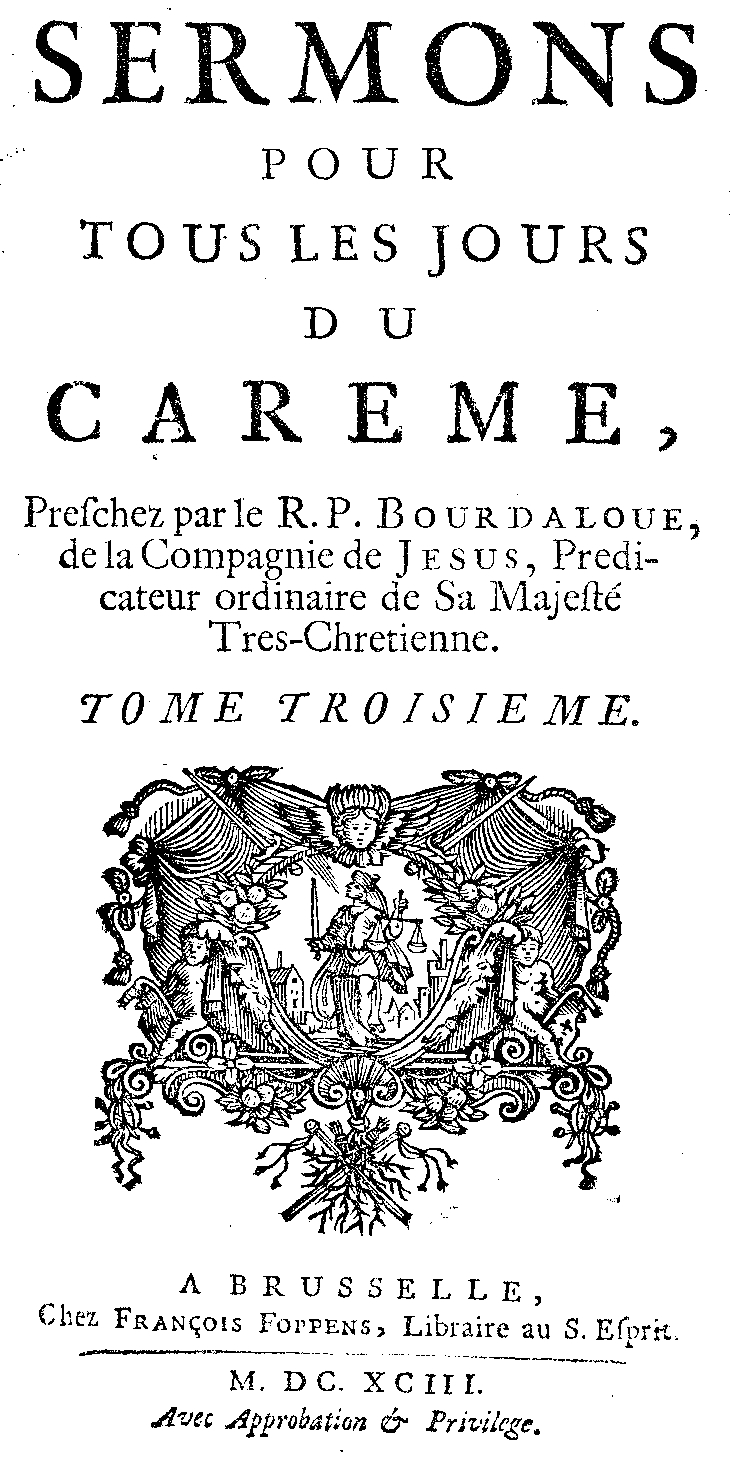
Predigten von Bourdaloue (1693)

Louis Bourdaloue (* 20. August 1632 in Bourges; † 13. Mai 1704 in Paris) war ein französischer Jesuit und Prediger. Er galt seinerzeit als „König unter den Predigern und Prediger von Königen“.
Sein Vater, Etienne Bourdaloue, ein Rechtsanwalt, war ein bekannter Redner. Im Alter von 15 Jahren trat er in die Gesellschaft Jesu ein. Als Lehrer für Rhetorik, Philosophie und moralische Theologie wirkte er in verschiedenen Jesuitenkollegs. Er begann 1665 in den Provinzen zu predigen, und sein Erfolg als Prediger führte seine Vorgesetzten dazu, ihn im Jahre 1669 nach Paris zu rufen.
Am Hof des Sonnenkönigs Ludwig XIV. predigte er weitschweifig, jedoch so fesselnd, dass insbesondere die Damen unter seinen Zuhörern kein Wort davon missen mochten. Seine Stimme soll „schön und von Ansehnlichkeit“ gewesen sein. Seine Stärke lag in seiner Fähigkeit zur Anpassung an das Publikum.
Der Legende nach sollen die Damen Saucièren mit in die Kirche gebracht haben, um ihre Blasen unter den weiten, langen Röcken entleeren zu können, ohne Teile der Predigt (franz.: Sermon) zu verpassen. Die Porzellan-Manufakturen griffen die neue Sitte bald auf und formten ein Gefäß, das den Saucièren zwar noch glich, aber zum Hinein-Urinieren besser geeignet waren: den „pot de chambre oval“. Dieses dann nach und nach auch bei anderen öffentlichen Gelegenheiten oft benutzte Utensil wurde mit allerlei Verzierungen (nicht selten anzüglicher Art) versehen und in unterschiedlichen Formen angeboten. Es bürgerte sich jedoch der Begriff Bourdalou dafür ein.

## Werke

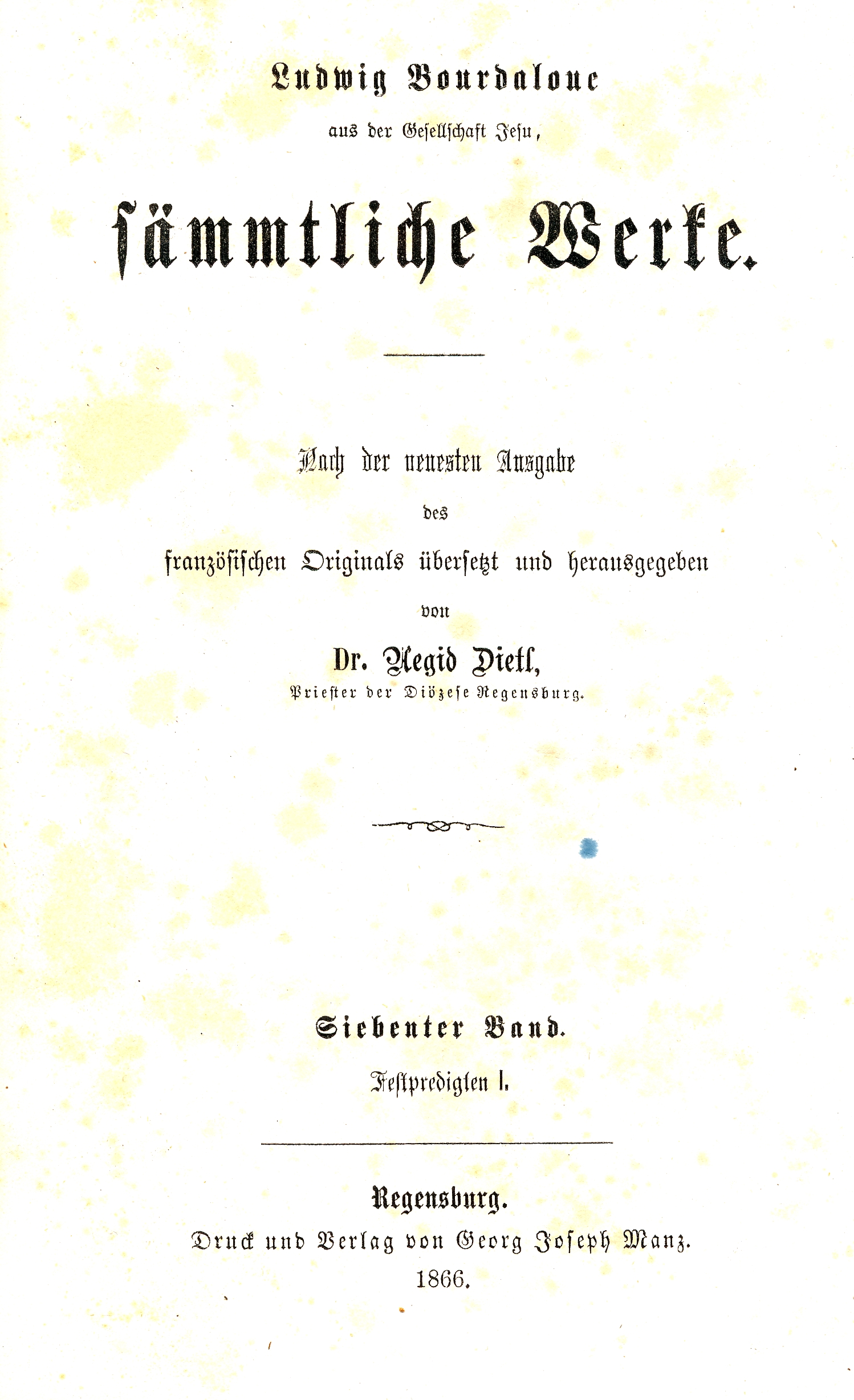
Sämmtliche Werke, Regensburg 1866 (Titelseite)

- Predigen Des Pater Bourdaloue Aus der Gesellschaft Jesu Vor dem Advent, Breßlau 1748 (Digitalisat)

- Sämmtliche Werke, Regensburg 1866